# Джонатан Конлон
Джонатан Конлон (англ. Jonathan Conlon) — ірландський дипломат. Надзвичайний і Повноважний посол Ірландії в Україні (з 2024).

## Життєпис
У 1994 році закінчив Дублінський міський університет, бакалавр мистецтв (з відзнакою); у 1995 Вищу школу бізнесу UCD у Дубліні, магістр бізнес-досліджень. Володіє ірландською, англійською, німецькою, іспанською, французькою мовами.
З 1995 року на дипломатичній службі в Міністерстві закордонних справ Ірландії працював на посадах: Референта політичного відділу МЗС (1995—1997); Референта відділу ЄС МЗС (1997—1998); Другого секретаря Посольства Ірландії у Буенос-Айрес, Аргентина (1998—2001); Заступником директора відділу боротьби з міжнародним тероризмом МЗС (2001—2003); Заступника директора/виконуючого обов'язків директора підрозділу Латинської Америки та Карибського басейну МЗС (2001—2004); Заступником Постійного представника Ірландії при ООН, Відень, Австрія (2004—2008); Радником (відряджений) з питань роззброєння та нерозповсюдження Постійного представництво Австрії в ООН, Нью-Йорк (2009—2010); Офіцером з прав людини Постійного представництва Ірландії при ООН, Нью-Йорк (2011); Заступником Голови Цільової групи ОБСЄ, Дублін (2011—2012); Заступником Постійного представника та Головою групи з прав людини Постійного представництва Ірландії в ООН, Женева (2013—2014); Директором відділу торгівлі МЗС, Дублін (2014—2016); Представником Ірландії в Палестині, Рамалла (2016—2020); Заступником політичного директора/Національний координатор санкцій МЗС, Дублін (2020—2022); Фінансовим директором МЗС, Дублін (2022—2024).
З вересня 2024 року — Надзвичайний і Повноважний посол Ірландії, Київ, Україна.
10 вересня 2024 року вручив копії вірчих грамот заступнику міністра закордонних справ України Євгену Перебийносу.
25 жовтня 2024 року — вручив вірчі грамоти Президенту України Володимиру Зеленському.